# Gesetz zur Förderung eines inklusiven Arbeitsmarkts
Gesetz zur Förderung eines inklusiven Arbeitsmarkts ist ein Artikelgesetz, das am 20. April 2023 vom Deutschen Bundestag und am 12. Mai 2023 vom Bundesrat beschlossen wurde. Seine Bestimmungen sollen bis zum 1. Januar 2024 in Kraft treten. Der Entwurf zu dem Gesetz war am 22. Dezember 2022 von der Bundesregierung beschlossen worden. Das Gesetz vom 6. Juni 2023 wurde am 13. Juni 2023 im Bundesgesetzblatt verkündet.
Die Europäische Kommission definiert den Begriff „inklusiver Arbeitsmarkt“ mit den Worten: „Arbeitsmärkte sind inklusiv, wenn alle Menschen im erwerbsfähigen Alter, insbesondere gefährdete und benachteiligte Menschen, eine hochwertige, bezahlte Beschäftigung ausüben können.“ Gemessen an diesem Maßstab stellt das Gesetz einen Schritt auf dem Weg zu einem inklusiven Arbeitsmarkt in Deutschland dar.

## Kontext des Gesetzes
Durch seine Unterschrift unter das Übereinkommen über die Rechte von Menschen mit Behinderungen der Vereinten Nationen im Jahr 2009 erkennt Deutschland in Artikel 27 „das gleiche Recht von Menschen mit Behinderungen auf Arbeit [an]; dies beinhaltet das Recht auf die Möglichkeit, den Lebensunterhalt durch Arbeit zu verdienen, die in einem offenen, integrativen und für Menschen mit Behinderungen zugänglichen Arbeitsmarkt und Arbeitsumfeld frei gewählt oder angenommen wird.“ Diese Aussage hat nach Art. 25 GG in Deutschland Verfassungsrang; sie wird durch die bereits seit 1994 gültige Fassung des Art. 3 Abs. 3 Satz 2 GG („Niemand darf wegen seiner Behinderung benachteiligt werden.“) gestützt.
Im Jahr 2008 griff die Große Koalition das vor allem in den USA zuvor erprobte Modell der Unterstützten Beschäftigung auf und verabschiedete am 22. Dezember 2008 das „Gesetz zur Einführung Unterstützter Beschäftigung“. Wichtigste Neuerung war der „Unterstützte Beschäftigung“ betitelte § 38a SGB IX (alte Fassung). Er fügte in das Sozialgesetzbuch die Möglichkeit ein, sich über eine „Individuelle betriebliche Qualifizierung (InbeQ)“ genannte Maßnahme der Bundesagentur für Arbeit für eine Tätigkeit auf dem allgemeinen Arbeitsmarkt zu qualifizieren.
Am 15. Mai 2015 kritisierte der „Ausschuss für die Rechte von Menschen mit Behinderungen“ der UN in seinem „ersten Staatenbericht“ über die Verhältnisse in Deutschland, „dass segregierte Werkstätten für behinderte Menschen weder auf den Übergang zum allgemeinen Arbeitsmarkt vorbereiten noch diesen Übergang fördern.“ Daher empfahl der Ausschuss dem Konventions-Vertragsstaat Deutschland „die schrittweise Abschaffung der Werkstätten für behinderte Menschen durch sofort durchsetzbare Ausstiegsstrategien und Zeitpläne sowie durch Anreize für die Beschäftigung bei öffentlichen und privaten Arbeitgebern im allgemeinen Arbeitsmarkt“. Dennoch stellte die Bundesregierung im April 2016 fest, dass sie „[h]insichtlich der Forderung des UN-Fachausschusses Fehlanreize zu beseitigen, die Menschen mit Behinderungen am Eintritt oder Übergang in den allgemeinen Arbeitsmarkt hindern, […] derzeit keinen Handlungsbedarf“ sehe. Diese Aussage betrifft Menschen, die als „erwerbsunfähig“ eingestuft werden und deshalb zu einem großen Teil in einer Werkstatt für behinderte Menschen tätig sind.
Im Koalitionsvertrag zur Gründung einer weiteren CDU/CSU-SPD-Koalition wurde 2016 vereinbart, dass das Sozialgesetzbuch gründlich reformiert werden sollte. Dies führte zu einer Umgestaltung des SGB IX in mehreren Schritten im Zuge der Umsetzung des Bundesteilhabegesetzes. Unter anderem wurde dabei aus dem § 38a SGB IX (alte Fassung) der § 55 SGB IX (neue Fassung). Eine zentrale Grundlage für das Bundesteilhabegesetz ist der von den Koalitionspartnern bekundete Wille, im Behindertenrecht, der Behindertenpolitik und der Behindertenhilfe einen Paradigmenwechsel herbeizuführen: Weg vom Fürsorgeparadigma und der Institutionenzentrierung hin zur Anerkennung eines „Wunsch- und Wahlrechts“ der Menschen mit Behinderung und dem Prinzip der Personenzentrierung.
Für „arbeitsmarktferne“ und „sehr arbeitsmarktferne“ Personen beschloss das Kabinett Merkel IV 2019 das Teilhabechancengesetz. Regelungen über die erstgenannte Gruppe wurden in § 16e SGB II bestimmt, solche über die letztgenannte Gruppe in § 16i SGB II. Zu dem Personenkreis, auf den die beiden neuen Paragraphen anwendbar sind, gehören auch Menschen mit einer Schwerbehinderung, die zumindest teilweise erwerbsfähig sind. Bei dieser Gruppe erweist sich in der Praxis ihre Behinderung als „Vermittlungshindernis“, so dass es unter ihnen eine deutlich höhere Arbeitslosenquote gibt als bei Menschen ohne anerkannte Behinderung. Das Teilhabechancengesetz wurde auf der Grundlage der Erkenntnis eingeführt, dass es auf dem Arbeitsmarkt Gruppen gibt, die es nicht ohne intensive Betreuung schaffen, sich in den ersten Arbeitsmarkt zu integrieren bzw. integriert zu werden. Dabei bilden Menschen mit Behinderung nur eine von mehreren Problemgruppen.
Nach dem Regierungswechsel 2021 wurde die Ansicht stärker problematisiert, dass es beim „System WfbM“ „derzeit keinen Handlungsbedarf“ gebe (s. o.) Auf ihrem Treffen im November 2022 stellten die 17 Beauftragten des Bundes und der Länder fest, dass „der Auftrag der Werkstätten aus § 219 SGB IX, den Übergang auf den allgemeinen Arbeitsmarkt zu fördern, bei einer Übertrittsquote von unter einem Prozent seit Jahrzehnten zu selten gelingt und deshalb als weitestgehend gescheitert angesehen wird“. Die Behindertenbeauftragten forderten Vertreter der Werkstätten und von Inklusionsbetrieben auf, „bis spätestens 2025 […] ein Konzept mit konkreten Schritten zu erarbeiten, um die Inklusionsbetriebe zu wichtigen Orten der betrieblichen Ausbildung und Beschäftigung von Menschen auf dem allgemeinen Arbeitsmarkt zu entwickeln“.
Am 7. November 2022 nahmen ca. 200 Mitglieder von Werkstatträten in Deutschland an einer Konferenz zur Umsetzung des Prinzips der Personenzentrierung in Werkstätten für behinderte Menschen teil. Sie berichteten, dass „etwa 30 Prozent der Werkstattbeschäftigten […] sich eine Arbeit auf dem allgemeinen Arbeitsmarkt gut vorstellen“ könnten. Die Betroffenen sollten selbst entscheiden, ob sie in einer WfbM oder in der freien Wirtschaft arbeiten möchten; dazu bedürfe es gesetzlicher Modernisierungen. Gefordert wurden auch „richtige Ausbildungsberufe in Werkstätten, die den Übergang auf den allgemeinen Arbeitsmarkt erleichtern.“
Dieser Akt der Selbstermächtigung steht im Gegensatz zu einer „fachlichen Weisung“ der Bundesagentur für Arbeit vom Oktober 2021. Diese weist darauf hin, dass nach § 215 SGB IX nur „geeignete“ Personen unter den in einer WfbM Beschäftigten die Chance erhalten sollen, an einer InbeQ-Maßnahme der BfA teilzunehmen. „Werkstattbedürftige“ gehörten nicht zur Zielgruppe der durch die Maßnahme zu Fördernden. Über die Eignung entscheiden Fachleute in Form einer „fundierten Eignungsabklärung“.
Mit Blick auf die Zukunft kündigte Takis Mehmet Ali, Beauftragter der SPD-Bundestagsfraktion für die Belange von Menschen mit Behinderung, an, dass die Ampelkoalition vor der Bundestagswahl 2025 einen Gesetzentwurf für die „Modernisierung der Werkstätten für behinderte Menschen“ erarbeiten werde.

## Inhalt
Angesichts der Tatsache, dass es unter den 174.919 Arbeitgebern im Jahr 2021, die gesetzlich verpflichtet sind, mindestens fünf Prozent ihrer Arbeitsplätze mit schwerbehinderten Menschen zu besetzen, nur 68.138 Arbeitgeber gab, die ihre Pflicht vollständig erfüllten oder übererfüllten, so dass 106.781 Arbeitgeber die Ausgleichsabgabe zahlen mussten, erschien eine weitere Reform des deutschen Arbeits- und Sozialrechts als dringlich. Unter den 106.781 Zahlungspflichtigen gab es 2021 45.381 Arbeitgeber, die keinen schwerbehinderten Menschen beschäftigten.
Ziel des Gesetzes zur Förderung eines inklusiven Arbeitsmarkts ist es, „mehr Menschen mit Behinderungen in reguläre Arbeit zu bringen, mehr Menschen mit gesundheitlichen Beeinträchtigungen in Arbeit zu halten und Menschen mit Schwerbehinderung zielgenauer zu unterstützen.“ Zur Erreichung dieser Ziele sind im Wesentlichen die folgenden Maßnahmen beschlossen worden:
- Einführung einer vierten Staffel bei der monatlichen Ausgleichsabgabe für Arbeitgeber, die trotz Beschäftigunsgpflicht keinen einzigen schwerbehinderten Menschen einstellen,
- Konzentration der Mittel aus der Ausgleichsabgabe auf die Förderung der Beschäftigung auf dem allgemeinen Arbeitsmarkt,
- Genehmigungsfiktion für Anspruchsleistungen des Integrationsamtes,
- Höhere Lohnkostenzuschüsse durch Aufhebung der Deckelung für den Lohnkostenzuschuss beim Budget für Arbeit sowie
- Neuausrichtung des Sachverständigenbeirates Versorgungsmedizin.

Im Hinblick auf die neue Höhe der monatlichen Ausgleichsabgabe ergeben sich ab dem Kalenderjahr 2024 die folgenden Regelungen:
- Staffel 1:
  - Arbeitgeber mit 20 bis 39 Beschäftigten: 140 €, wenn im Verlauf des maßgeblichen Kalenderjahrs weniger als jahresdurchschnittlich ein schwerbehinderter Mensch beschäftigt wurde.
  - Arbeitgeber mit 40 bis 59 Beschäftigten: 140 €, wenn im Verlauf des maßgeblichen Kalenderjahrs jahresdurchschnittlich weniger als zwei schwerbehinderte Menschen beschäftigt wurden.
  - Arbeitgeber mit 60 und mehr Beschäftigten: 140 €, wenn im Verlauf des maßgeblichen Kalenderjahrs 3 bis 5 % der quotierten Arbeitsplätze mit schwerbehinderten Menschen besetzt wurden.
- Staffel 2:
  - Arbeitgeber mit 20 bis 39 Beschäftigten: nicht anwendbar (5 % = eine Person)
  - Arbeitgeber mit 40 bis 59 Beschäftigten: 140 €, wenn im Verlauf des maßgeblichen Kalenderjahrs weniger als jahresdurchschnittlich zwei schwerbehinderte Menschen beschäftigt wurden.
  - Arbeitgeber mit 60 und mehr Beschäftigten: 245 €, wenn im Verlauf des maßgeblichen Kalenderjahrs 2 bis 3 % der quotierten Arbeitsplätze mit schwerbehinderten Menschen besetzt wurden.
- Staffel 3:
  - Arbeitgeber mit 20 bis 39 Beschäftigten: nicht anwendbar (s. o.)
  - Arbeitgeber mit 40 bis 59 Beschäftigten: nicht anwendbar (5 % = zwei Personen)
  - Arbeitgeber mit 60 und mehr Beschäftigten: 360 €, wenn im Verlauf des maßgeblichen Kalenderjahrs 0 bis 2 % der quotierten Arbeitsplätze mit schwerbehinderten Menschen besetzt wurden (Zahlenwerte unterhalb von 0,5 % werden nicht auf 0 abgerundet).
- Staffel 4: Arbeitgeber, die im Bezugsjahr keinen Quotenarbeitsplatz besetzt haben:
  - mit 20 bis 39 Beschäftigten: 210 €
  - mit 40 bis 59 Beschäftigten: 410 €
  - mit 60 und mehr Beschäftigten: 720 €.[14]

Gleichgestellte Beschäftigte mit einem Grad der Behinderung von 30 bis unter 50 sind wie schwerbehinderte Menschen zu berücksichtigen bei der Berechnung der Ausgleichsabgabe laut § 151 Absatz 1 und Absatz 3 SGB IX.
Zielgruppe der Maßnahmen sind Menschen mit Behinderungen, denen reguläre Arbeit (wieder) ermöglicht werden soll. Aber es sollen auch Menschen mit gesundheitlichen Beeinträchtigungen in Arbeit gehalten und schwerbehinderte Menschen gezielter unterstützt werden.
In seiner Rede vor dem Bundesrat am 12. Mai 2023 zum Tagesordnungspunkt 1 („Gesetz zur Förderung eines inklusiven Arbeitsmarkts“) zeigte Bundesarbeitsminister Hubertus Heil auf, dass es bei der Verabschiedung des Gesetzes nicht nur darum gehe, die Stellung von Menschen mit Behinderung auf dem deutschen Arbeitsmarkt zu verbessern. Es gehe auch darum, im Kontext eines zunehmenden Fachkräftemangels in Deutschland bislang nur mangelhaft genutzte Ressourcen an Arbeitskraft optimal auszuschöpfen. Eine solche Ressource stellten Menschen mit Behinderung dar, deren Potenzial von vielen Arbeitgebern unterschätzt werde.
Die von dem Gesetz ausgehende Wirkung fasste am 29. November 2022 die „Regionaldirektion Nordrhein-Westfalen der Bundesagentur für Arbeit“ in dem Satz zusammen: „Erfolgreiche Inklusion am Arbeitsmarkt ist eine Win-Win-Situation.“

## Begründung der Änderungen

### Erhöhung der Ausgleichsabgabe
Die monatliche Ausgleichsabgabe muss jeder private und öffentliche Arbeitgeber an das zuständige Integrationsamt oder Inklusionsamt abführen, der die gesetzliche Mindestbeschäftigungsquote von 5 Prozent Beschäftigten mit Schwerbehinderung, bezogen auf die Gesamtheit aller Beschäftigten, jahresdurchschnittlich verfehlt, sofern nicht insgesamt weniger als 20 Arbeitskräfte beschäftigt werden.
Als mit Abstand häufigsten Grund für die Nichterreichung der 5-Prozent-Quote gaben im Jahr 2020 Zahlungspflichtige an, dass sie „keine geeigneten Bewerberinnen und Bewerber“ für die Besetzung der quotierten Arbeitsplätze gefunden hätten. Die Behauptung eines Bewerbermangels in dem angeführten Ausmaß („kein Bewerber“) erschien jedoch den Initiatoren des Gesetzes im Fall größerer Unternehmen als wenig glaubwürdig. Deshalb erschien der Bundesregierung eine Verdoppelung der Höhe der Ausgleichsabgabe bei „Nullbeschäftigern“ als sinnvoll und notwendig, wenn im Unternehmen oder beim öffentlichen Arbeitgebern 60 oder mehr Beschäftigte auf Arbeitsplätzen tätig sind.
Nullbeschäftiger ab 2024
- + 360 € (ab 60 Arbeitsplätze)
- + 165 € (ab 40 bis unter 60)
- + 70 € (ab 20 bis unter 40)

Die genaue Zahl der jeweils zu berücksichtigenden Arbeitsplätze eines Arbeitgebers folgt aus § 156 SGB IX.

### Konzentration der Mittel
Die durch die Ausgleichsabgabe eingenommenen Mittel sollen verstärkt zur Förderung der Beschäftigung auf dem allgemeinen Arbeitsmarkt verwendet werden.

### Einführung einer Genehmigungsfiktion
Schwerbehinderte Menschen haben Anspruch auf Übernahme der Kosten für eine Arbeitsassistenz sowie für eine Berufsbegleitung im Rahmen der Unterstützten Beschäftigung in der Zuständigkeit des Integrationsamtes und im Rahmen der ihnen aus der Ausgleichsabgabe zur Verfügung stehenden Mittel. Für diese beiden Anspruchsleistungen wird zur Beschleunigung des Bewilligungsverfahrens eine Genehmigungsfiktion nach Ablauf von sechs Wochen eingeführt, wenn ein Anspruchsberechtigter innerhalb dieses Zeitraums keinen Bescheid erhalten hat.

### Budget für Arbeit
Das Budget für Arbeit ist ein Kernelement des Bundesteilhabegesetzes, um Menschen mit Behinderungen eine Beschäftigung auf dem allgemeinen Arbeitsmarkt als Alternative zur WfbM zu ermöglichen. Vor dem Inkrafttreten des Gesetzes zur Förderung eines inklusiven Arbeitsmarkts war der Lohnkostenzuschuss, der vom Leistungsträger gezahlt wird, auf 40 Prozent der Bezugsgröße gedeckelt. Die Begrenzung des Budgets auf maximal 40 % d. Bezugsgröße nach § 18 Abs. 1 SGB IV führte jedoch dazu, dass Menschen mit Behinderungen ausschließlich im Niedriglohnsektor mit einem Lohnkostenzuschuss von 75 % des Bruttoentgelts beschäftigt werden konnten. Bei einer Beschäftigung in Branchen, die ein höheres Tarifgefüge anwenden, konnte der Lohnkostenzuschuss aufgrund der Deckelung keine 75 % mehr erreichen.
Der Deckel entfiel auch zu dem Zweck, dass auch bei einer Anhebung des Mindestlohns der maximale Lohnkostenzuschuss gewährt werden kann.

### Arbeit des Sachverständigenbeirats
Die Arbeit des Sachverständigenbeirats soll zukünftig nach einem teilhabeorientierten und ganzheitlichen Ansatz erfolgen.

## Kritik

### Zustimmung
Der Deutsche Verein für öffentliche und private Fürsorge lobt, dass das Gesetz eine Reihe von Punkten in dem Koalitionsvertrag der Ampelkoalition in Gesetzesform umsetze. Die Maßnahmen sollen dem Verein zufolge die Voraussetzungen schaffen, damit Menschen mit Behinderungen zum einen am Arbeitsleben teilhaben können, zum anderen in der Folge mehr soziale Teilhabe und Teilhabe an Bildung möglich ist.
Auch der Sozialverband VdK Deutschland (VdK) begrüßt das Gesetz. Damit würden deutliche Zeichen für eine inklusive Gesellschaft auch im Arbeitsleben gesetzt.
Die Verbreitung des Neologismus „Nullbeschäftiger“ zeigt, dass die Ansicht weit verbreitet ist, wonach Firmen, die keine schwerbehinderten Menschen beschäftigen, stärker als andere Nicht-Erfüller der Schwerbehindertenquote zur Finanzierung der Leistungen von Arbeitgebern herangezogen werden müssen, die diese Quote erfüllen oder sogar übererfüllen. Oswald Utz, damals „Behindertenbeauftragter der Landeshauptstadt München“, forderte im Jahr 2015 sogar, dass „die Ausgleichsabgabe über die Schmerzgrenze für die [= alle] Unternehmen hinaus erhöht werden“ müsse.

### Bedingte Zustimmung
Die Bundesarbeitsgemeinschaft der Freien Wohlfahrtspflege begrüßt „einen großen Teil der vorgesehenen Änderungen ausdrücklich“. Jedoch stellten die rechtlichen Änderungen angesichts des Ausmaßes der Herausforderung bei der Schaffung eines inklusiven Arbeitsmarkts „nur einen kleinen Schritt dar“. Es müsse „umfassend und neu gedacht werden.“ Denn alle Reformversuche „endeten bisher mit der Einführung weiterer Instrumente zur Teilhabe am Arbeitsleben, die für bestimmte Zielgruppen ihre Berechtigung haben, den Arbeitsmarkt aber nicht hinreichend inklusiv gestalten.“ Beispielsweise werde eine krasse Fehlkonstruktion beim Budget für Arbeit durch das Gesetz nicht behoben; diese bestehe darin, dass Menschen, die mit dem Budget für Arbeit auf dem allgemeinen Arbeitsmarkt arbeiten können und wollen, zuvor einer Werkstatt für behinderte Menschen zugewiesen worden sein müssen, „zu der das Budget für Arbeit ja ausdrücklich eine Alternative sein solle.“
Auch Franz Josef Düwell, Vorsitzender Richter a. D. am Bundesarbeitsgericht, begrüßt, wie die meisten Sachverständigen, die sich im Gesetzgebungsverfahren offiziell zu dem Gesetzesentwurf äußerten, zwar im Großen und Ganzen die Zielsetzung des Gesetzes, hat allerdings kein Verständnis dafür, dass die Androhung einer Geldbuße in Höhe von bis zu 10.000 € für diejenigen wegfällt, die ihre Rechtspflicht zur Schaffung von (hinreichend vielen) Arbeitsplätzen für schwerbehinderte und gleichgestellte Menschen nicht erfüllen. Dadurch würden „Inklusionsverweigerer“ unter den Arbeitgebern nicht mehr davor abgeschreckt, vorsätzlich keine schwerbehinderte Menschen einzustellen. Den Wegfall der Bußgelddrohung in der außer Kraft gesetzten Fassung des § 160 SGB IX Abs. 1 Satz 2 erklärt Düwell damit, dass das Bundesministerium für Arbeit und Soziales die Möglichkeit des „legalen Freikaufens von der Beschäftigungspflicht“ eröffnen wolle. Die Einführung der vierten Staffel mit der erhöhten Ausgleichsabgabe für „Null-Beschäftiger“ könne aber, so Düwell, nicht geeignet sein, die Abschaffung der Bußgeldsanktion zu begründen.

Mit Bezug auf den Fachkräftemangel stellte Düwell fest, dass diejenigen, die über diesen Mangel klagten, dafür Sorge tragen müssten, „dass Fachkräfte auch arbeiten könnten.“ Arbeitsplätze müssten an Arbeitskräfte angepasst werden, und nicht umgehrt. Außerdem müssten ältere Arbeitnehmer (und zwar nicht nur die von Behinderung bedrohten unter ihnen) befähigt werden, „bis 67 durchzuhalten“. Der Frühverrentung schwerbehinderter Menschen müsse Einhalt geboten werden.
Der Sozialverband Deutschland kritisierte ebenfalls, dass keine Bußgelder mehr gegen einstellungsunwillige Unternehmen verhängt werden können.
Vertreter der Arbeitgeberschaft verbaten sich die Unterstellung, eine Beschäftigung von Menschen mit Behinderung scheitere am Mangel an Willen unter den Arbeitgebern. Es sei daher nicht sinnvoll, sie mit den Mitteln des Ordnungswidrigkeitsrechts zu sanktionieren; vielmehr müsse das Gespräch mit ihnen gesucht werden. Daher begrüßten die Unternehmer auch die Änderung des § 160 Abs. 1 Satz 2 SGB IX. Dort stand in der außer Kraft gesetzten Fassung des Satzes: „Die Zahlung der Ausgleichsabgabe hebt die Pflicht zur Beschäftigung schwerbehinderter Menschen nicht auf.“ Daraus wurde bis 2023 in § 238 Abs. 1 Satz 1 SGB IX die Möglichkeit abgeleitet, eine Verfehlung der vorgegebenen Quote zu beschäftigender schwerbehinderter Menschen auch als Ordnungswidrigkeit zu bewerten und mit einem Bußgeld in Höhe von bis zu 10.000 € zu ahnden bei Vorsatz. Die Bundesvereinigung der Deutschen Arbeitgeberverbände (BDA) betonte, dass „Inklusion im ureigenen Interesse der Unternehmen“ liege und Inklusionsverweigerung daher irrational wäre.

### Ablehnung
Den Wegfall der Bußgeldregelung bewertet Hubert Hüppe (CDU), ehemaliger Beauftragter der CDU/CSU-Bundestagsfraktion für die Belange von Menschen mit Behinderung, als „skandalöse Belohnung von Inklusionsverweigerern“. Damit ist der Personenkreis gemeint, der bislang nach § 238 Absatz 1 Nummer 1 SGB IX „bewusst Pflichtplätze nicht mit schwerbehinderten Menschen besetzen“ will. Gegen den Gesetzentwurf stimmte Hüppe im Bundestag mit der Begründung, das Gesetz werde den Arbeitsmarkt in Deutschland nicht inklusiver machen, da bestehende Hürden nicht abgebaut würden. Hüppes Nachfolger, Wilfried Oellers, warf der Ampelkoalition vor, „Symbolpolitik“ zu betreiben, statt „neue praxistaugliche Anreize“ zu bieten. Vor allem werde wegen des Mangels an Arbeitskräften in Deutschland die Erhöhung der Ausgleichsabgabe für beschäftigungspflichtige Arbeitgeber durch eine neue vierte Stufe „ins Leere laufen“.
Die Bundestagsfraktion der Linken kritisierte, dass in dem Gesetz arbeitslose Menschen mit Behinderung „völlig vergessen“ worden seien. In diesem Zusammenhang schlägt die Fraktion unter anderem spezielle Fördermaßnahmen insbesondere für langzeitarbeitslose Menschen mit Behinderungen und chronischen Erkrankungen vor.
Die B.A.G Selbsthilfe lehnt ein Verständnis der Werkstätten für Menschen mit Behinderungen (WfbM) ab, welches sich darauf beschränke, Menschen mit Behinderungen in einem Sonderbereich des Arbeitsmarktes zu belassen. Dem müsse dadurch entgegengewirkt werden, dass „innovative Konzepte“ entwickelt würden, „welche den Weg von den Werkstätten in den allgemeinen Arbeitsmarkt bahnen.“ Diese Strategie verfolge das Gesetz nicht konsequent genug.
Gegner einer Erhöhung der Ausgleichszahlungsbeträge im Lager der Arbeitgeber bewerten von ihnen als „drastisch“ empfundene Erhöhungen für Unternehmen, die bislang keine Arbeitskräfte mit Schwerbehinderung beschäftigen, als „falsches Signal“. Sie werde als „Strafzahlung“ empfunden, und es werde „die gemeinsame Botschaft konterkariert, dass die Beschäftigung von Menschen mit Behinderungen für Unternehmen ein Gewinn und Business Case“ sei. Das Handelsblatt stellte die These auf, es gebe nicht genug schwerbehinderte Menschen, um alle Pflichtarbeitsplätze zu besetzen. Im Jahr 2018 hätten private und öffentliche Arbeitgeber rund 1,13 Millionen Schwerbehinderte beschäftigt, aber knapp 295.000 Pflichtarbeitsplätze seien unbesetzt geblieben. Im Durchschnitt des gleichen Jahres seien aber nur knapp 157.000 Schwerbehinderte bei Arbeitsagenturen oder Jobcentern arbeitslos gemeldet gewesen.
Bei dieser Berechnung werden Menschen außer Acht gelassen, die sich, zunächst in einer Werkstatt für behinderte Menschen beschäftigt, auf den Weg in den ersten Arbeitsmarkt machen. Sie werden in keiner Arbeitslosenstatistik berücksichtigt, solange sie den Status von arbeitnehmerähnlichen Personen innehaben und für sie keine Beiträge zur Arbeitslosenversicherung bezahlt werden. Einem Arbeitgeber, der eine solche Person beschäftigt, werden Ausgleichszahlungen für die Nicht-Beschäftigung von zwei Menschen mit Schwerbehinderung erlassen (gemäß einer neuen Regelung in § 159 Absatz 2a SGB IX). Nicht in Frank Spechts Rechnung berücksichtigt sind auch schwerbehinderte Menschen in der Stillen Reserve, vor allem solche, die keinen Anspruch auf Lohnersatzleistungen haben und sich deshalb nicht als „arbeitssuchend“ registrieren ließen.

## Folgegesetz
Am 27. August 2024 teilte das Bundesministerium für Arbeit und Soziales mit, dass in dem Ministerium ein Zweites Gesetz zur Förderung eines inklusiven Arbeitsmarkts erarbeitet werde. Dieses solle noch vor dem damals angenommenen Ende der Legislaturperiode entscheidungsreif sein und verabschiedet werden.